# Дрнава
Дрнава (словац. Drnava) — село в окрузі Рожнява Кошицького краю Словаччини, історична область Гемера. Площа села 26,9 км². Станом на 31 грудня 2016 року в селі проживало 716 жителів.

## Історія
Перші згадки про село датуються 1364 роком.

## Населення
| Рік:            | 1994. | 2004.   | 2014.   | 2024.   |
| --------------- | ----- | ------- | ------- | ------- |
| Кількість осіб: | 658   | 672     | 696     | 689     |
| Різниця:        |       | +2,12 % | +3,57 % | -1,00 % |

| Рік:            | 2023. | 2024.   |
| --------------- | ----- | ------- |
| Кількість осіб: | 684   | 689     |
| Різниця:        |       | +0,73 % |